# 死太郎くん
『死太郎くん』（したろうくん）は、千之ナイフによる漫画作品。
続編に『死太郎くん2』（秋田書店刊）、『うわさの死太郎くん』（幻冬舎コミックス）、『うわさの死太郎くんリターンズ!』（幻冬舎コミックス）がある。

## 作品内容
謎の少年・死太郎くんと少女達の出会いを描いた一話完結のオムニバス。ただし『死太郎くん』（秋田書店刊）では、死太郎くん本人が登場しない話もある。
また、『うわさの死太郎くん』に収録された作品の中にはコメディの要素が強いものもある。

## 死太郎くんのキャラクター設定
初登場は『Sister』（秋田書店刊）の『お姉さんが死んじゃった』。外見はぽっちゃりした感じの少年。白い野球帽に白黒の横じまの半そでTシャツに半ズボンという服装をしている。ランドセルを背負っているが、中にはリコーダーではなく、包丁が入っている。『よみがえる友情』では、血を与えて生き物をよみがえらせる場面があり、分け与えられた生き物は正気を失うという欠点がある。

### 解説
死太郎くんというキャラクターはもともと千之が読みきり作品向けに登場させたキャラクターだったが、作者の予想に反して再登場のリクエストが多く寄せられたため、シリーズ化するに至った。千之はこのキャラクターを生み出した際、子供のころに出会った不思議な子供をモデルにしつつも、自分にとって嫌な子供をテーマにしたと、『うわさの死太郎くん』のあとがきで書いている。たとえば、死太郎くんが野球帽をかぶっているという設定は、千之の野球嫌いに由来している。

## 収録作品

### 『死太郎くん』に収録
『妖怪病院』
怪談好きのちずるは、「トンカラトン」という妖怪の話をする。本当に見たことがあるのかと尋ねられた彼女はとっさにあると答えてしまう。ちずるは、沢木と真己と先輩の4人でその場所に向かうが、ちずるを除く3人は無残な人体実験の餌食となるのだった。
『深夜12時学校へ』
雨乃という陰気な少年が死太郎くんにゾンビくん人形を託して飛び降り自殺をした。彼の自殺の翌日、彼をいじめていた生徒たちに、怪文章が届いた。
『黄泉ヶ島』
『よみがえる友情』
『騒がしい人形たち』
人形作りに没頭している少女、リサ。そんなある日、彼女は死太郎くんから不気味な人形をもらう。その人形は、あたかも、人間の皮膚でできているようだった。
『人間城の悪魔』
少女は校内に響くうめき声が気になり、校内のある場所へ来て、恐ろしい怪物と遭遇したことを機に、校医の拝島のおぞましい秘密を知った。

### 『死太郎くん2』に収録に収録
『肉ロボット』
オタクの器島は、理事長の娘・姫子に敵視されいじめられていた。ある日彼は旧校舎に呼び出され、姫子の手下から逃げようとしたところ、腐った床板を踏み抜いて、そのまま落ちて死んでしまった。だが、死んだはずの彼は、生きた人間の内臓の入ったトランクを、唯一の親友である香織に預けると、姫子とその取り巻き達をとらえ、融合・合体していった。実は、死太郎くんがロボットごっこと称して、器島の体内に入り、暴れまわっていたのだった。一通り暴れ終わった後の器島は何もなかったかのように元気にしていた一方、取り巻き達と融合した姫子は、旧校舎の怪奇として知られるようになった。
『ブラディさん』
学校ではどんな願いでもかなえてくれる「ブラディさん」のうわさが流れていた。だが、そのブラディさんに願いをかなえてもらう代償はおぞましいものだった。
『人間の実』
『極楽館』
『赤いクマちゃん』
母親に言われて、泣く泣くクマのぬいぐるみを捨てた梨香。しかし、そのぬいぐるみは死太郎くんの手によって凶悪な姿に生まれ変わり、梨香をいじめた人々に復讐をしていった。

### 『うわさの死太郎くん』に収録
『ゲルニカさん』
死太郎くんが道路に落書きしているところに遭遇した美術部員・絵美。絵美がピカソの『ゲルニカ』みたいと言うと、死太郎くんはその落書きをゲルニカさんと名付ける。数日後、ゲルニカさんという怪人が現れたといううわさが流れる。そんな時、絵美は友人のヒロちゃんから、新聞部の桂木を紹介される。強引に新聞部の依頼を引き受けさせられた絵美は、ゲルニカさんが新聞部の自演だったことを知る。そのことが新聞部にばれた絵美は強制的に入部させられる。そんな中、ゲルニカさんの模倣犯が新聞部に手紙を送りつけた。その手紙が届いた後、絵美を除く新聞部のメンバーはゲルニカさんのように顔が崩れ、身体があり得ない方向に曲がるなど奇妙な出来事に遭遇した。
『メリーさんの館』
拾った宝くじで大儲けし、宝くじ御殿を建てた一家の庭に死太郎くんが来る。一人息子である太郎とメイドとかくれんぼしていた時、死太郎くんは2人組の男に息子と間違えられて誘拐される。だが、身代金の受け取り場所に指定したところは、メリーさんの館といういわくつきの場所だった。
『ヒトバカシの穴』
ぽっちゃりした少女・夢見は、その名前の通り夢見がちな性格をしているが故に虚言癖を抱えており、平凡な生活に不満を感じていた。ある日、アイドルと友達であるという嘘をつき、その言葉を半信半疑で聞いたクラスメートから、そのアイドルに会わせてほしいといわれる。途方に暮れた夢見は、公園に空いた穴から烏を召喚する死太郎くんに出会う。彼によると、その穴は願い事をすると、その人の欲しいものを出してくれるヒトバカシの穴だった。彼女はその穴からアイドルを召喚した。一見うまくいったように見えたが、その穴から召喚したものは、本物のようにしゃべったりすることもできず、時間がたつとどろどろに溶けてしまう存在だった。
『赤いクマちゃん・冒険編』
『赤いクマちゃん』のラストで埋められたクマちゃんは、その後烏を食べて生き延びていた。そんなある日、彼は死太郎君と再会し、彼の協力のもと持ち主であった梨香を探す。だが、死太郎が持ち主である梨香と人気アイドル・美咲エリナを見間違えたため、エリナのグッズや張りぼてを梨香本人だと勘違いしては、その周りにいる人間たちを襲っていた。
一方梨香は、あの騒ぎの後転校していた。新しい学校に慣れたころ、美咲エリナとうり二つの容姿であると指摘される。友人とコンサート会場で待ち合わせをしていた時、エリナのプロダクションの社長と出会い、彼女の代役を任される。本物のエリナが口パクで歌っていたため、彼女も口パクでその場をしのげたが、最後の一曲を歌おうとしたとき本物のエリナが乱入する。しかし、クマちゃんが本物のエリナの化けの皮をはがしたため、梨香がエリナとして活動するきっかけができた。
『赤いクマちゃん・逃亡編』
アイドル・美咲エリナとして活動中の梨香。ある日彼女は映画のヒロイン役のオーディションを受ける。同じ役のオーディションを受ける予定のアイドル六本木ユウは、ライバルであるエリナ（梨香）を蹴落とすべく、クマちゃんを誘拐した。クマちゃんはユウの顔を傷つけ逃走したが、その際「逃げると罪が重くなるのよ、あなたは死刑よ」というユウの言葉がクマちゃんの頭の中に残り、クマちゃんは警察に捕まってしまうのではないかと恐怖と不安に陥った。それでも人目をはばかることなく、カツアゲをしている男たちや万引き犯を傷つけながら逃走したクマちゃん。死太郎くんと再会し、指名手配にされていなかったことを伝えられたクマちゃんは、梨香の映画の試写会を見に足を運び、彼女と再会する。
『死霊アパート』
先輩から安アパートの物件を紹介され仕方なく入室する青年。しかし、そのアパートはいわくつきのアパートで、青年は入室早々自殺者の霊を目にした。翌日、青年は先輩から古い扇風機を受け取る。その夜、彼は先輩に泊まってもらうことができず、幽霊を見てパニックを起こし、先輩に電話するも取り合ってくれなかった。
同じころ、アパートの事情を知る隣家の少女は、そのアパートで遊ぶ死太郎君に出会う。死太郎くんは、自殺者の霊を捕まえて遊んでいた。彼女から死太郎くんを紹介された青年は、2人の提案で、古扇風機と網を使って霊をとらえ、公園に放してやった。
『ねらわれた町』
部屋にテレビのある先輩をうらやむ青年。そこへ死太郎くんが現れて、三丁目の空き家にテレビがあることを告げる。その空き家で奇妙なテレビを見つけた青年は家に持ち帰る。そこに映っていたのは、宇宙人が近所の住民に何かを埋め込み、"ロボット"にしている様子だった。

### 『うわさの死太郎くん リターンズ』に収録
『ガンバレ二宮くん』
サスペリア1999年10月～11月号掲載。
- あらすじ

体育祭のリレーの選手に二宮という運動音痴の男子生徒が選ばれた。
二宮が同じ学校の筋肉ブラザースと呼ばれる生徒たちからスパルタ特訓をいやいや受けさせられていた時、二宮金次郎の銅像が走っているのを目撃した。
体育祭当日、スパルタ特訓がたたり二宮が出場できなくなった。筋肉ブラザースが代わりに頑張るということになったがその彼等も同じく特訓のせいかレース中に走るのが困難になった。
そこへ二宮金次郎の銅像が登場しアンカーを務めた。
『ピーターパンごっこ』
サスペリア1999年12月号に掲載。
- あらすじ

学芸会の演目『ピーターパン』のピーターパン役に二宮が選ばれた。
現在の体育館が改装中であるため芝居の練習は旧体育館で行われることになった。だが学校はかつて墓地だったところに建てられ、遺骨や墓は旧校舎のあたりにまとめて埋められた貯め、幽霊が出るといううわさが絶えなかった。
学芸会直前になっても練習はなかなかうまくいかなかず、高所恐怖症の二宮を嘲笑する者が出てくる中、役者を吊り下げていたひもが切れ、役者たちが下に落ちるという事故が発生した。
命に別状はなかったが、うずめられた亡霊たちの仕業ではないかとうわさされた。
ウエンディ役の四条美智がめまいを訴えていると、死太郎くんが旧体育館の小さな窓から覗き込むようにして現れ、事故は強力な呪いによるものだとつぶやく。彼女が混乱していると、死太郎くんの姿はなかった。
その夜、二宮は奇妙な感覚に襲われ自分が幽体離脱していることに気付いた。コントロールが効かず家の外に出て困っているとき死太郎くんに出会い、死太郎くんの案内で他の共演者も幽体離脱していることに気付いた。
同じく幽体離脱した美智の姿がないことに気付いた二宮達は美智の幽体離脱の痕跡をたどり、旧体育館の舞台にある船のセットに縛り付けられた状態で骸骨たちに取り囲まれている美智を見つけた。
亡霊は生きた人間の魂を食べるという死太郎くんの警告を受け、二宮らは勇気を振り絞って美智の救出に向かった。美智を救いだした後、彼らは元の身体に戻っていた。
そして学芸会当日、二宮はピーターパン役を見事に演じ切ることができた。
『砂場の女王』
サスペリア2000年5月号に掲載。
- あらすじ

沙季と勇介、真一ら学生3人は、団地の砂場にいた子供たちを追い出した後、死太郎くんが砂場で大きな城を作っていることに気づいて追い出した。
彼女達が砂の城を壊してトイレに来た猫を追い出そうとしたとき、突風が吹き、目に砂が入った。
気が付くと、彼女達の目の前には広大な砂漠が広がり、一緒にいた勇介がアリジゴクに囚われ、真一も砂の城の目の前にあった落とし穴にはまって落ちた。
砂の城の中へ入った沙季の上から檻が落ち、ネズミの兵士が彼女の目の前に現れ、彼女を捕えた。
首輪をつけられ全裸でネズミの女王の前へ差し出された沙季は、家来から「ネズミ人間」であることを告げられ、反論した。だが、女王は「彼女は我々ネズミと同じ大きさであるからネズミ人間である。」と告げ、家来たちとともに嫌悪の感情を示し、料理の材料にしようという話になった。
彼女のやり取りを見ていたネズミの王子は、彼女に一目ぼれし、さっそく披露宴が開かれた。
ネズミの王子にキスを迫られる中、ネズミの着ぐるみを着た死太郎くんが現れ抜け道の存在を沙季に教えた。ネズミの王子を殴り倒した沙季は死太郎くんの案内で城を脱出しようとしたが行き止まりの道についてしまう。追手が迫る中、いきなり猫が現れ、トイレをするために行き止まりになっているところを掘り出した。そこへ再び突風が吹き、彼女の眼に砂が入った。
気が付くと3人とも無事だった。
『たのしい遊園地』
サスペリア1998年6月号掲載。
- あらすじ

静香は友人から遊園地に行かないかと誘われ、しぶしぶ誘いに乗った。だが、友人たちは彼女を使い走りとして利用しており、彼女はそれを知ってしまい、不安に思えてきた。その帰り道、彼女は死太郎くんが道路にチョークで大掛かりな遊園地を描いているのを見かけた。
お出かけ当日、遊園地は休みで、友人たちは静香を仲間外れにしてカラオケに行った。
落ち込んでいる静香のもとに、死太郎くんが現れ、新しくできた「おたのしみランド」という遊園地のチラシを渡した。彼の案内で行ってみると、いつもの帰り道の高架下に大規模な遊園地があった。
一方彼女の友人たちもカラオケから帰る途中、着ぐるみを着た動物たちが「おたのしみランド」のチラシをまき散らしているところに出くわした。そのうちの一人が、チケット売り場の老婆が亡くなったはずの近所の老婆に似ている事に気づき、遊園地に違和感を覚えた。
静香が死太郎くんとともに遊園地を楽しむ一方、静香の友人たちはスリルのあるアトラクションへ来ては悲惨な目に遭っていた。
『河童スイミングスクール』
サスペリア1999年8月号に掲載。
- あらすじ

臨海学校が迫る中、瞳は幼いころの河童にまつわる出会いから、水面に恐怖を抱き、なかなかうまく泳げなかった。
同じく泳げない友人とともに、彼女は激安の水泳教室の広告をみつけた。その教室は公園の裏にあり、不気味な雰囲気が漂っていた。
『おサル電車が来た』
サスペリア1999年7月号に掲載。
- あらすじ

飛山という少年は、デートの際おサル電車の噂をガールフレンドから聞かされたが信用しなかった。
デートの帰り道、彼はその"おサル電車"に遭遇した。笑っているような運転手のサルの顔に怒った彼はその電車に乗った。彼はその電車から降りられず、電車は崖へ落ちていった。
気が付くと彼は自宅の前におり、家に入ると、家族が彼の姿を見てパニックに陥っていた。鏡を見た飛山は自分がサルになっていることに気付いた。飛山は必死に人間だとアピールするものの、聞き入れてもらえず、結局捕獲され動物園行きになってしまった。
『ドナドナ食堂』
サスペリア2000年6月号に掲載。
- あらすじ

鴨井はドナドナ食堂という新しくオープンするレストランのタダ券をもらい、友人の亜子と先輩、そしてその場にいた死太郎くんを誘い、さっそくそのレストランへ向かった。
出された料理はゲテモノばかりで皆が憤慨する中、従業員はスペシャルメニューを作るから手伝いとして客の一人に協力してもらいたいと言いだした。厨房へ向かった鴨井は、従業員の指示を聞きそのとおりにした。すると、包丁を持った料理人が現れた。驚く鴨井に従業員たちは自身の正体を明かし、人間を食べるのを夢見てきたことを話した。
従業員たちが人間の調理法でもめた隙に鴨井は逃げ出し、食堂にいた友人たちに事実を明かすと、一緒に食堂から逃げて行った。
『クラゲ人間』
サスペリア1999年5～6月号に掲載。
- あらすじ

"クラゲ人間"のうわさをしていた麻上由美は先生に見つかり呼び出された。放課後、先生は雑談をしていた男子生徒らを呼びとめようとし、体調不良を訴えだした。そして、先生の耳や口から触手が現れ彼らに絡みついた。
先生がなかなか現れないことに気付いた由美は、クラゲ人間たちがどこかへ向かうところを目撃した。
一方、コンビニでバイトしていた佐野は、いつもコンビニを訪れる美女がクラゲ人間だったことにショックを隠せず、事実を調べにコンビニを出た。
クラゲ人間に追われた由美は、死太郎くんに助けられ、佐野の友人たちと合流し、クラゲ人間打倒に動き出した。

## 書誌情報

### 単行本
『死太郎くん』シリーズは全2巻で、秋田書店のホラーコミックスレーベルより発売されていた。
- 『死太郎くん』1997年8月初版発行、ISBN 4253126308
- 『死太郎くん2』 1998年6月初版発行、ISBN 4253126316

『うわさの死太郎くん』シリーズは全2巻で、幻冬舎のバーズコミックススペシャルレーベルより発行されていた。
- 『うわさの死太郎くん』 2006年8月24日初版発行、ISBN  4344808134
- 『うわさの死太郎くん リターンズ』2007年4月24日初版発行、ISBN  4344809742

### その他
電子書籍
- 『死太郎くん2』に収録された「ブラディさん」は、Kindle向け電子書籍「ホラーシアター」Vol.2に収録された。
- マンガ図書館Zでは表紙デザインや単行本版にて収録された回の構成などを変え、2020年5月1日より『死太郎くんコンプリート』として公開している。